# Belyj plaščik
Belyj plaščik (in russo Белый плащик?) è un singolo del duo musicale russo t.A.T.u., pubblicato il 2 dicembre 2007 come primo estratto dal terzo album in studio in lingua russa Vesëlye ulybki.
La versione in lingua inglese del brano s'intitola White Robe.

## Descrizione
Il testo della canzone, il cui titolo significa abito bianco, è composto da due poesie scritte dalla fan Marija Maksakova e da una terza poesia creata da uno dei compositori del duo. La musica e gli arrangiamenti sono stati composti da Vanja Kilar.
Il brano ha debuttato in Russia a fine 2007 su MTV ed è entrato poi in rotazione radiofonica, mentre il maxi singolo (intitolato anche Hyperion Plate, nome derivato dalla location dove è stato girato il video) è uscito in formato fisico nella primavera del 2008. Esso era composto da un CD e un DVD. Le prime 1000 copie sono state riservate e messe in vendita il 9 aprile 2008 sullo store ufficiale del gruppo, le quali erano numerate e autografate dalle t.A.T.u. in persona. Successivamente il disco è stato pubblicato l'8 maggio, in numero limitato, e il 20 maggio, senza restrizioni.
Oltre alla canzone stessa, il CD contiene cinque remix, la versione inglese del brano, White Robe, e la traccia 220, poi divenuta il singolo successivo del duo.
Nel DVD sono contenuti la versione televisiva del video, la versione incensurata, il making of di 90 minuti e altri contenuti speciali.

## Video musicale
Il video di Belyj plaščik è stato girato il 6 ed il 7 ottobre 2007 nello stabilimento di trattamento delle acque reflue di Hyperion a Los Angeles, California. È stato diretto da James Cox (e il suo team tra cui il produttore Billy Parks e il cameraman Joe Labisi), che aveva già diretto i video di Ljudi invalidy, All About Us e Friend or Foe. Il video sembra abbia molti collegamenti al nazismo e all'olocausto. Tuttavia, nel sito ufficiale del gruppo, è stata scritta una smentita che afferma: "Le somiglianze alle uniformi di qualsiasi epoca e persona sono casuali e storicamente invalide."
Nel video, Lena sta tornando a casa sua dopo quella che sembra essere stata una notte di prostituzione. La seconda scena mostra Julia che si lava i denti in una cella per poi sputare violentemente sullo specchio davanti a lei. Quindi entra nella doccia e il ritornello viene cantato per la prima volta. Nel frattempo, Lena si veste con una divisa (piuttosto sovietica/staliniana) e marcia verso il centro di detenzione dove Julia è imprigionata. A quest'ultima viene dato del cibo, il quale viene gettato per terra. Dunque le si offre della vodka (o qualche superalcolico) che tracanna velocemente. Julia è quindi ammanettata e percorre un corridoio con due guardie. Lena avanza marciando dalla parte opposta dell'edificio seguita da qualche guardia. Julia è quindi portata fuori, incatenata ad un palo e spogliata, il che rivela che è incinta. Lena ordina la fucilazione della gravida Julia ai suoi ufficiali, gridando "Ready, Aim, Fire!" ("Puntare, mirare, fuoco!"). Uno di questi ultimi è interpretato da un membro della band, Troy. Il video finisce con la morte di Julia, un allarme che scatta e gli squilli di un telefono che segnalano probabilmente una sospensione dell'esecuzione giunta troppo tardi.
La versione censurata del video è stata trasmessa per la prima volta su MTV Russia il 29 novembre 2007.

### La censura
Il video presenta due versioni: una ufficiale o anche detta censurata, trasmessa solitamente in TV, e una senza censura, reperibile in Internet.
Differentemente dalla prima, la versione non censurata ha una durata di circa 6 minuti, una base musicale diversa (anche se il testo rimane pressoché uguale), e più scene rispetto al video ufficiale.
Per cominciare, nel posto in cui Julia viene uccisa (che è più grande rispetto all'altro video) sono presenti degli astanti in abito da sera che dall'alto guardano e ridono della ragazza che sta per essere uccisa. Inoltre, in una delle scene iniziali, Lena, dopo essere tornata a casa dal suo giro di prostituzione, si sdraia sul letto e comincia a spogliarsi togliendosi interamente tutti i vestiti, compresi gli slip e il reggiseno (nel video originale si toglie solo le calze). In seguito, indosserà la divisa nazista e si guarderà allo specchio compiaciuta.
A Julia, quando è ancora in cella, viene offerta della vodka che berrà con disgusto (nell'altro video invece la beve senza disgustarsi).
Dopo averla bevuta, fa alle due guardie il gesto del dito medio prima di essere ammanettata e portata all'esterno, dove sarà giustiziata.
Quando Julia viene fatta salire sul podio per essere fucilata, la guardia che l'ha accompagnata le toglie con violenza la tunica che aveva indosso e leva le manette ai piedi per mettergliele alle mani, attaccate ad un palo.
Il video termina nella maniera identica a quello originale, con Lena che si volta in seguito ad un suono di allarme e a uno squillo di telefono.

### Successo in Internet
Il video ha avuto molto successo in Internet ed è stato in testa alle classifiche di YouTube, raggiungendo nella sua prima settimana la prima posizione in Australia, Russia, Giappone, Francia e Nuova Zelanda e la terza posizione nel Regno Unito.
Il video di Belyj plaščik ha avuto una candidatura al Video of the Year 2007 su MTV Russia, arrivando secondo. Nelle sue prime settimane, ha raggiunto la prima posizione in Australia e superando artisti come Kylie Minogue e Delta Goodrem in molti paesi. Si è mantenuta nella top 20 dei video più visti nella posizione globale.
Il video è stato inoltre diffuso e di conseguenza "evidenziato" da molti siti di gossip.

## Tracce
CD+DVD maxi single – EP
- CD

1. Belyj plaščik – 3:16
2. White Robe – 3:10
3. Belyj plaščik (Plant Of Nothing Remix) – 4:01
4. Belyj plaščik (No Mercy Remix) – 5:37
5. Belyj plaščik (Marsiano Remix) – 4:46
6. Belyj plaščik (House Of Robots Remix) – 6:22
7. Belyj plaščik (Alex Astero Remix) – 5:20
8. 220 – 3:08

- DVD

1. Belyj plaščik (TV Version) – 3:34
2. Belyj plaščik (Uncensored) – 5:56
3. Belyj plaščik (Making of) – 58:45
4. Photos

## Classifiche
| Classifica (2007-08) | Posizione massima |
| -------------------- | ----------------- |
| Russia               | 160               |
| Ucraina              | 101               |